# Бирюков, Сергей Иванович
Сергей Иванович Бирюков (22 апреля 1858, Костромская губерния — 1939) — Томский и Нижегородский вице-губернатор, последний костромской губернский предводитель дворянства.

## Биография
Из дворян Костромской губернии.
3 декабря 1868 года был зачислен в пажи, в 1870 году поступил в Пажеский корпус, с 9 августа 1875 года — камер-паж. Из фельдфебелей произведен в подпоручики 3-й гвардии и Гренадерской артиллерийской бригады с прикомандированием Лейб-гвардейской 1-й артиллерийской бригаде.
В октябре 1876 года Сергей Иванович был командирован в распоряжение начальника артиллерии Одесского военного округа и участвовал в вооружении Одесских батарей, затем он командовал батареей № 7. После мобилизации Сергей Иванович был откомандирован обратно в Лейб-гвардейскую артиллерийскую бригаду, с которой принимал участие в военных действиях.
За переход через Балканы в декабре 1877 года 10 апреля 1878 года награждён орденом Святой Анны 4-й степени с надписью за храбрость. За трёхдневный бой под Филипполем 3 — 5 января 1878 года награждён орденом Святого Станислава с мечами и бантом.
26 декабря 1877 года Сергей Иванович произведен в поручики, 4 февраля 1878 года переведен в гвардию подпоручиком. 30 августа 1884 года произведен в поручика гвардии и в тот же день награждён орденом Святой Анны 3-й степени. В 1883 году находился в составе войск, собранных в Москве по случаю Священного Коронования Их Императорских Величеств, был награждён установленной в память этого события медалью.
4 февраля 1890 года Сергей Иванович по домашним обстоятельствам вышел в отставку штабс-капитаном с мундиром.
После выхода в отставку — земской начальник Костромского уезда. Впоследствии был вице-губернатором Томской и Нижегородской губерний.
В 1914—1917 годах — предводитель костромского дворянства.

## Семья
- Дед — потомственный военный Сергей Иванович Бирюков — генерал-майор, участвовал в войнах с Наполеоном 1805—1807 и 1812 гг. В чине майора участвовал в генеральном сражении против французских войск при Бородино. Совершил подвиг, был тяжело ранен. За это сражение Всемилоствейше пожалован орденом Св. Анны 2-й степени. Его жена - Александра Алексеевна Рожнова. Владели частью сельца Нижнего в Буйском уезде вместе с Александрой Викторовной Травиной.
- Отец — генерал-майор Иван Сергеевич Бирюков, окончил Павловский кадетский корпус. Будучи молодым офицером, участвовал в походах и сражениях против горцев в 1844—1845 гг. 3а отличие в делах был произведён в подпоручики со старшинством 1844 г. Участвовал в войне с венграми в 1849 г. и в войне против турок, французов, англичан в 1854—1855 гг. Ранен в спину.
- Мать — Варвара Васильевна Христиане, дочь тайного советника Христиане.
- Брат один из первых последователей, друзей и биографов Льва Николаевича Толстого — Павел Иванович Бирюков (1860—1931).
- Сын  — актёр Сергей Сергеевич Бирюков (1897—1962), народный артист РСФСР.